# Maritza Figueroa
Maritza Figueroa Amador (ur. 8 marca 1976) – nikaraguańska lekkoatletka, olimpijka z Sydney.
W 2000 reprezentowała swój kraj na igrzyskach w Sydney, startowała w biegu na 400 metrów kobiet i odpadła w 1 rundzie eliminacji z czasem 58.82.
Rok później brała udział w igrzyskach Ameryki Środkowej i zdobyła brązowy medal w biegu na 200 metrów. 

## Rekordy życiowe
| Dystans            | Wynik | Miejsce | Data             |
| ------------------ | ----- | ------- | ---------------- |
| bieg na 400 metrów | 57.64 | Sevilla | 22 sierpnia 2008 |